# 경원여객 (경남)
경원여객(慶原旅客)은 경상남도 진주시 남강로 698 (장대동)에 본사를 둔 시외버스 운수회사이다. 경상남도 진주시에 본사를 둔 회사이지만 주로 마산·고현 장승포 통영권 노선을 운행하고 있다.

## 운행 노선
2017년 12월 기준이다.
| 운행업체 | 보유 노선수 | 보유 노선수 | 보유 노선수 | 보유 노선수 | 면허 대수 | 면허 대수 | 면허 대수 | 면허 대수 | 면허 대수 | 면허 대수 |
| -------- | ----------- | ----------- | ----------- | ----------- | --------- | --------- | --------- | --------- | --------- | --------- |
| 운행업체 | 노선 합계   | 직행        | 일반        | 고속        | 대수 합계 | 직행      | 일반      | 고속      | 우등      | 예비      |
| 경원여객 | 86          | 79          | -           | 7           | 194       | 136       | -         | 39        | 5         | 7         |

### 고속버스
2019년 4월 기준이다. 모든 노선이 시외버스에서 고속버스로 전환된 노선이다.
| 운행 노선       | 공동 운행사 | 운행구간 | 운행구간 | 운행구간 | 경유지         | 운행 대수 | 운행 대수 | 운행 대수 | 비고                                       |
| 운행 노선       | 공동 운행사 | 운행구간 | 운행구간 | 운행구간 | 경유지         | 일반      | 우등      | 고급      | 비고                                       |
| --------------- | ----------- | -------- | -------- | -------- | -------------- | --------- | --------- | --------- | ------------------------------------------ |
| 서울남부 ↔ 고현 |             | 서울남부 | ↔        | 고현     | 인삼랜드휴게소 | 3         | 26        | 5         | 2019년 2월부터 프리미엄 고속버스 운행 개시 |
| 대전 ↔ 고현     |             | 대전     | ↔        | 고현     | 인삼랜드휴게소 | 1         | 4         | -         | 2015년 9월 23일 감차                       |
| 대전 ↔ 통영     |             | 대전     | ↔        | 통영     | 인삼랜드휴게소 | 1         | 6         | -         | 2015년 3월 23일 우등 증차                  |

### 시외버스
울산 출발 노선
- 울산 - 거가대교 - 고현 - 통영 (경남고속과 공동운행)
- 울산 - 서창 - 노포동 - 동래 - 창원 - 진해
- 울산 - 창원 - 진해

서부산 출발 노선
- 서부산 - 옥포 한화오션-장승포 (일부 시간대 김해국제공항 경유, 대한여객, 신흥여객과 공동운행)
- 서부산 - 남마산 - 진동 - 배둔 - 고성 - 통영 (거제현대고속, 신흥여객, 대한여객과 공동운행)
- 서부산 - 통영 (거제현대고속, 대한여객, 신흥여객과 공동운행)
- 서부산 - 신평역 - 거가대교 - 고현(대한여객, 신흥여객과 공동운행)
- 서부산 - 김해국제공항 - 거가대교 - 고현(대한여객, 신흥여객과 공동운행)

부산 출발 노선
- 부산 - 동래역 - 창원 - 진해  (신흥여객과 공동운행)
- 부산 - 동래역 - 거가대교 - 고현 - 통영 (경남고속과 공동운행)

진주 출발 노선
- 진주 - 오산 - 서수원 - 안산 - 부천
- 진주 - 산청 - 함양 - 거창
- 진주 - 진주과학대 - 진주개양 - 마산 (대한여객, 영화여객, 부산교통, 경전고속, 신흥여객, 거창고속, 전북고속과 공동운행)
- 진주 - 진주과학대 - 진주개양 - 통영
- 진주 - 진주과학대 - 진주개양 - 고성 - 통영
- 진주 - 사천 - 삼천포 (경전고속, 대한여객과 공동운행)
- 진주 - 사천 - 고성 - 통영 (- 고현 - 옥포 - 장승포)
- 진주 - 진주과학대 - 진주개양 - 고현 - 옥포 - 장승포 (대한여객과 공동 운행)
- 진주 - 진주개양 - 문산 - 한국국제대 - 반성 - 진동 - 남마산 (대한여객, 부산교통, 신흥여객과 공동운행)
- 진주 - 청주 (대성고속과 공동운행)[3]

고현 출발 노선
- 고현 - 거가대교 - 동대구 (- 구미) (진안고속과 공동운행)
- 고현 - 거가대교 - 김해 (김해외고 경유)
- 고현 - 통영 - 동서울 (통영 경유 , 천일여객, 경북고속과 공동운행)
- 고현 - 통영 - 진주개양 - 인천국제공항 (대성고속과 공동운행)
- 고현 - 세종 - 평택
- 고현 - 남서울

장승포 출발 노선
- 장승포 - 옥포 - 고현 - 통영 - 고성 - 사천 - 남서울
- 장승포 - 옥포 - 고현 - 통영 - 고성 - 사천 - 대전복합[4]
- 장승포 - 옥포 - 고현 - 진주

삼천포 출발 노선
- 삼천포 - 사천 - 마산 - 창원
- 삼천포 - 사천 - 진주(직통과 완행으로 나뉨, 경전고속, 부산교통, 영화여객과 공동운행)

통영 출발 노선
- 통영 - 고성 - 사천 -남서울
- 통영 - 김해(김해여객, 대한여객, 고려여객, 신흥여객, 거제현대고속과 공동운행)
- 통영 - 사곡 - 고현 - 옥포 - 장승포 (대한여객과 공동운행)
- 통영 - 고현 - 경주 - 포항(금아여행, 대원고속과 공동운행)

거창 출발 노선
- 거창 (- 안의) - 남서울 (거창고속과 공동운행)

## 운행 차량

#### 기아
- 기아 뉴 그랜버드 파크웨이
- 기아 뉴 그랜버드 이노베이션 선샤인
- 기아 뉴 그랜버드 슈퍼 프리미엄 선샤인